# 路易一世·德·波旁 (旺多姆伯爵)
路易一世（法語：Louis Ier，1376年—1446年12月21日），旺多姆伯爵（1393年-1446年）及卡斯特爾伯爵（1425年-1446年），拉馬爾什伯爵約翰一世和旺多姆的凱薩琳的幼子。
路易一世是奧爾良公爵查理一世的支持者，並在王庭獲得祟高的職位，於1408年成為法蘭西大總管，並於1413年成為法蘭西皇室大總管。作為阿馬尼亞克派的成員，他與勃艮第派不合，於1407年和1412年被他們兩次囚禁。
1414年，路易迎娶魯西伯爵于格二世的女兒布朗歇（卒於1421年），但是他於翌年在阿金庫爾戰役中被英格蘭俘虜，並被他們囚禁了一段時間。獲釋後，他在克拉旺戰役指揮法蘭西部隊，後來又於1423年7月31日被俘虜。
1424年，他與拉瓦勒勳爵居伊十三世和拉瓦勒的安妮的女兒拉瓦勒的讓娜（卒於1468年）結婚。
路易一世忠於國王，他隨後於1429年和聖女貞德與及許多其他法國貴族參加奧爾良之圍的戰役，並在雅爾若戰役中指揮法軍，亦曾協助查理七世在蘭斯加冕。後來他出現在1435年的阿拉斯會議。最後他於圖爾逝世。

## 家庭
1414年，路易迎娶魯西伯爵于格二世的女兒布朗歇（卒於1421年）。
1424年，路易一世與拉瓦勒勳爵居伊十三世的女兒讓娜（Jeanne）結婚，兩人共有三個孩子：
1. 凱瑟琳（1425年—1425年），夭折
2. 約翰（1425年—1477年）[5]，旺多姆伯爵
3. 加布里埃爾（1426年—1426年），夭折

在被囚禁期間，他還與英格蘭一女士西比爾·波斯頓誕下一名私生子：
1. 約翰·德·波旁，旺多姆私生子（約1420年–1496年），普羅克斯領主。